# Gare de Lisle-sur-Tarn
Gare de Lisle-sur-Tarn vasútállomás Franciaországban, Lisle-sur-Tarn településen.

## Vasútvonalak
Az állomást az alábbi vasútvonalak érintik:
- Brive-la-Gaillarde–Toulouse-vasútvonal

## Kapcsolódó állomások
A vasútállomáshoz az alábbi állomások vannak a legközelebb:
- Gare de Rabastens - Couffouleux
- Gare de Saint-Sulpice-sur-Tarn
- Gare de Gaillac